# Balâtre
Balâtre é uma comuna francesa na região administrativa de Altos da França, no departamento de Somme. Estende-se por uma área de 3,3 km². Em 2010 a comuna tinha 71 habitantes (densidade: 21,5 hab./km²).